# Södertälje centrums station
Södertälje centrum (tidigare Södertälje centralstation, förkortat Södertälje C) är en station på Stockholms pendeltågsnät, belägen i centrala Södertälje och ligger 38,1 km från Stockholms centralstation. Det är en säckstation som utgör slutpunkt för en bibana från Södertälje hamn. Den trafikerades tidigare av en "lillpendel" mellan dessa stationer, men från 1982 är trafiken genomgående till Stockholm och vidare mot Märsta. Även linjen mot Gnesta utgår härifrån. Stationen öppnade för trafik redan år 1860 under namnet Södertelge nedre. Den 15 maj 1926 fick den benämningen Södertälje centralstation, vilket behölls ända fram till 1994, trots att stationen då sedan länge varit en ren lokaltågsstation. Det gula stationshuset ritades av Folke Zettervall och färdigställdes 1917.

## Historia

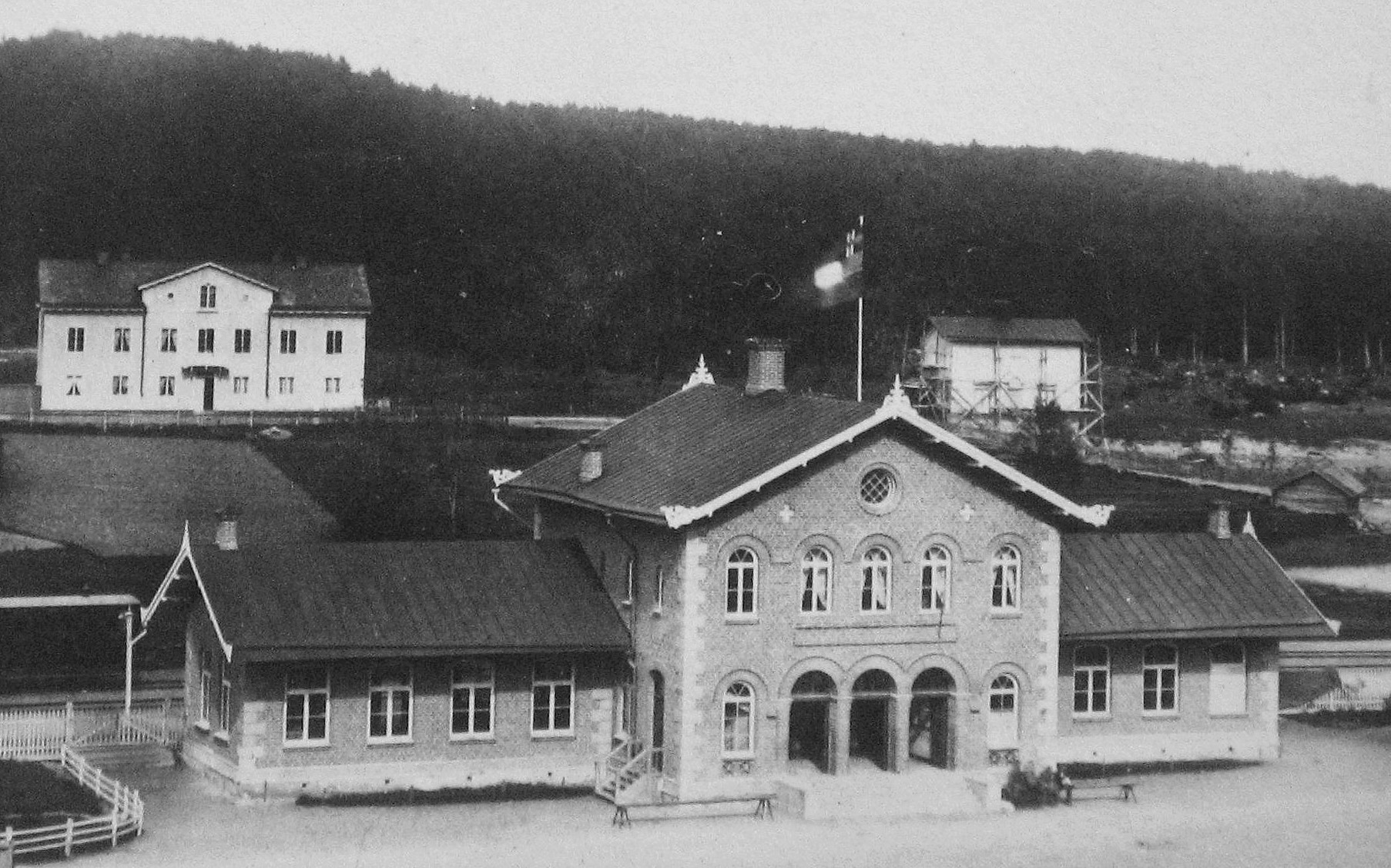
Första stationsbyggnaden på 1860-talet.

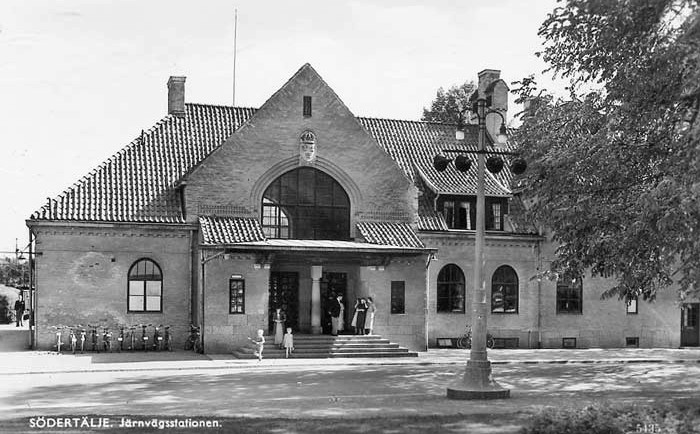
Andra stationsbyggnaden, 1922.

På grund av att Södertälje är mycket kuperat, samt delas av den tungt trafikerade och breda kanalen, har det varit svårt att bygga bra tågförbindelser i och genom staden. Detta till trots är Södertälje en av de största järnvägsknutarna i Sverige. När järnvägen till Södertälje anlades, och det bestämdes att huvudlinjen inte skulle dras igenom stadskärnan, lär en inflytelserik man ha sagt ”Staden får draga sig efter dit!”. Detta medförde bland annat att området Mariekälla, söder om Järnatullen, snabbt fick en detaljplan med framför allt villabebyggelse.
Järnvägsstationen i Södertälje blev Södertelge öfre, vilken ibland även har kallats Öfre Telge. Från början hette den dock endast ”Södertelge” vilket vållade viss förvirring, eftersom stationen på den tiden låg väl utanför staden. Det hela löstes igenom namnbytet till Södertälje öfre. Centralstationen fick namnet Södertelge nedre. År 1885 byttes stationernas namn ännu en gång, varvid Södertelge öfre fick namnet Saltskog, och Södertelge nedre blev Södertälje Central. Båda järnvägsstationerna invigdes i oktober år 1860, samtidigt som järnvägen till Stockholm. Järnvägen, som skulle komma att bli den Västra stambanan, drogs sedan vidare söderut mot Katrineholm och Göteborg. 1895 invigdes järnvägen igenom norra Sörmland (Norra Södermanlands Järnväg, NrSlJ), vilket medförde att Södertälje även fick järnvägsförbindelse med Eskilstuna.
Södertelge öfre hade från början endast en mycket enkel stationsbyggnad i trä, två perronger och en lagerbyggnad. Stationshuset i Saltskog flyttades dock till centralstationen i samband med att en modern stationsbyggnad i sten uppfördes 1885. I oktober 1921 invigdes stationen Södertälje södra i samband med att järnvägen fick en ny dubbelspårig dragning igenom staden. Södra station ersatte den gamla järnvägsstationen i Saltskog, och Södertelge öfre revs 1947. I närheten av platsen där stationsbyggnaden låg ligger idag en röd träbyggnad tillhörande Scania som ofta förväxlas med det gamla stationshuset. Numera går Nyköpingsvägen på den gamla banvallen söderut mot Pershagen och Nyköping.
Nästa trafikomläggning inträffade år 1994, då man invigde Igelstabron på seglingsfri höjd över Södertälje kanal. På brons västra del anlades stationen Södertälje Syd, som idag är stadens fjärrtågsstation. Under bron löper den gamla stambanan, vilken fortfarande trafikeras av pendeltåg. Samtidigt som Södertälje syd invigdes bytte man återigen namn på stadens järnvägsstationer. ”Södertälje södra” blev ”Södertälje hamn” och centralstationen fick heta ”Södertälje centrum”. 
Utbyggnaden av banan mellan Södertälje centrum och Södertälje hamn till dubbelspår genomfördes 2010-2013. Under ett och ett halvt år under detta bygge var stationen avstängd för tågtrafik och buss till Östertälje eller Södertälje hamn ersatte.
De många järnvägsstationerna, namnbytena och trafikomläggningarna beskrevs i artikeln ”Södertälje och järnvägen” i tidskriften Klart spår nr 1/2003.

## Arkitektur

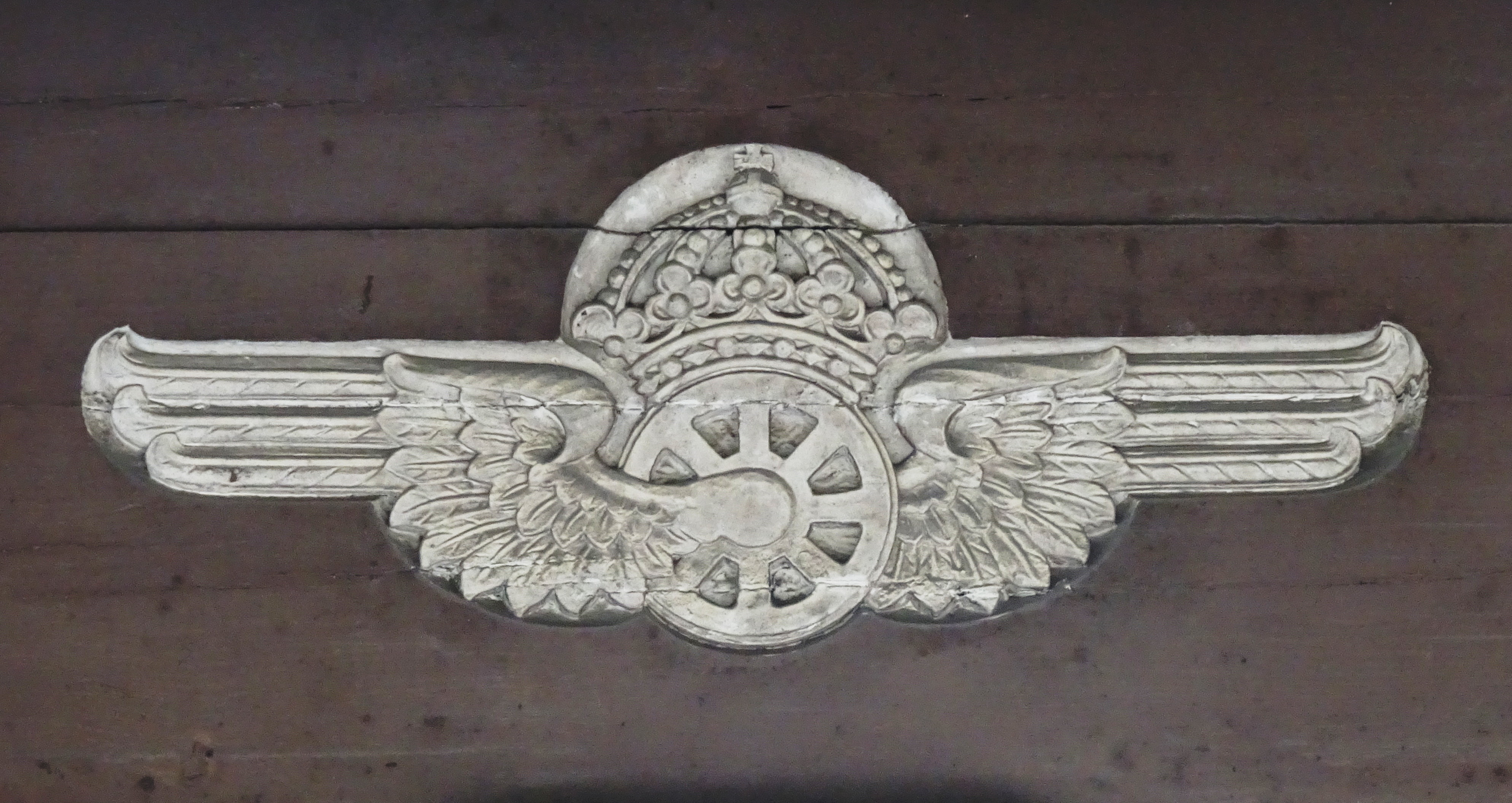
Utsmyckning med det "bevingade hjulet".

Stationen är belägen på Stationsplan vid Stadsparken, och utmärker sig genom att vara en av få svenska järnvägsstationer med två äldre stationshus i behåll. Den den äldre byggnaden (Stationsplan 3) uppfördes med fasader i rött tegel, och med rusticerande hörnkedjor. Byggnaden ritades 1860 av arkitekt Adolf Wilhelm Edelsvärd som stod för många av SJ:s stationsbyggnader under 1800-talets andra hälft. Stationsbyggnaden invigdes av kung Karl XV i samband med en provtur på den nya järnvägen 1860. 
Nästa stationshus (Stationsplan 1) byggdes 1916–1918 efter ritningar av SJ:s chefsarkitekt Folke Zettervall och placerades lite längre norrut vinkelrätt mot det första. Byggnadens fasader är putsade och avfärgade i gul kulör. Huset har en tidstypisk utformning med nationalromantiska karaktärsdrag. Enligt Stockholms läns museum har stationshuset med sitt representativa läge vid stadens järnvägsstation ett stort miljöskapande värde. 
Båda byggnader är av Stockholms läns museum rödklassade vilket innebär att byggnaden klarar fordringar för byggnadsminnesförklaring enligt Kulturmiljölagen. Kulturminneslagen är den starkaste lag som finns i Sverige för skydd av kulturhistoriskt värdefull bebyggelse.
Inget av de båda stationshusen används idag som de en gång i tiden var avsedda för (vänthus och biljettförsäljning). I Edelsvärds byggnad ligger bland annat en restaurang och i Zettervalls byggnad inryms en filial för Pressbyrån och Espresso House.

## Bilder

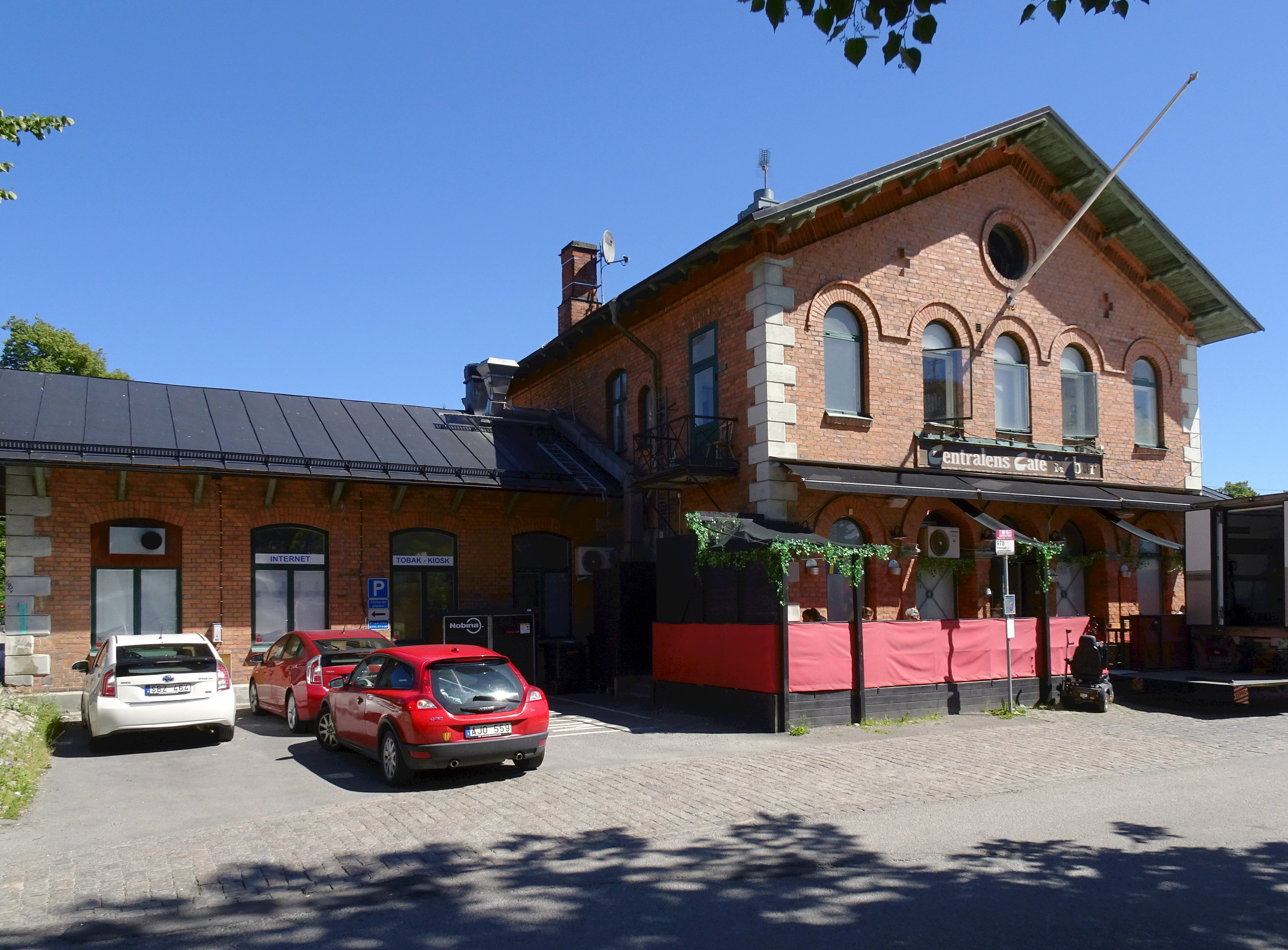
Edelsvärds byggnad från 1860.
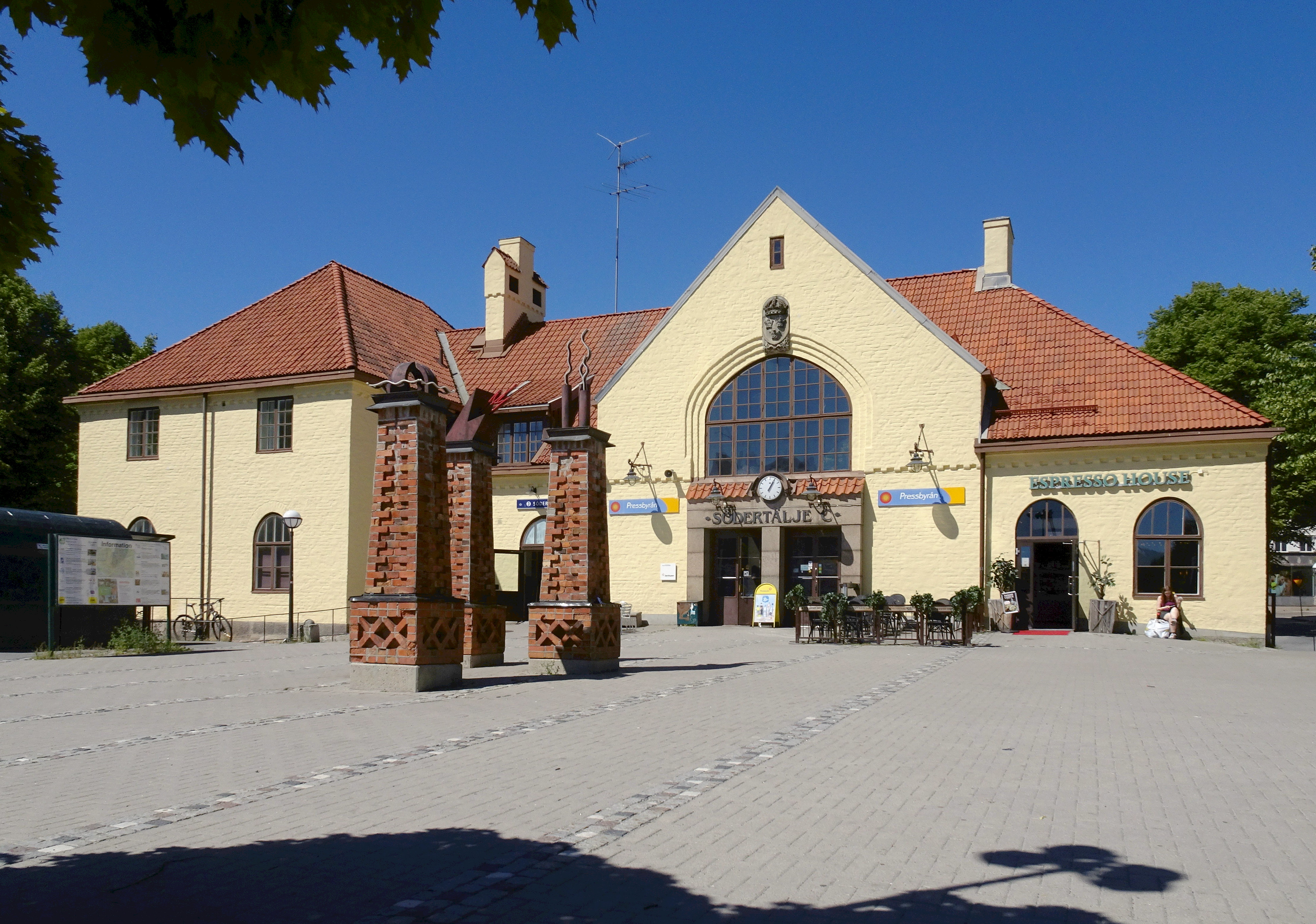
Zettervalls byggnad från 1918.
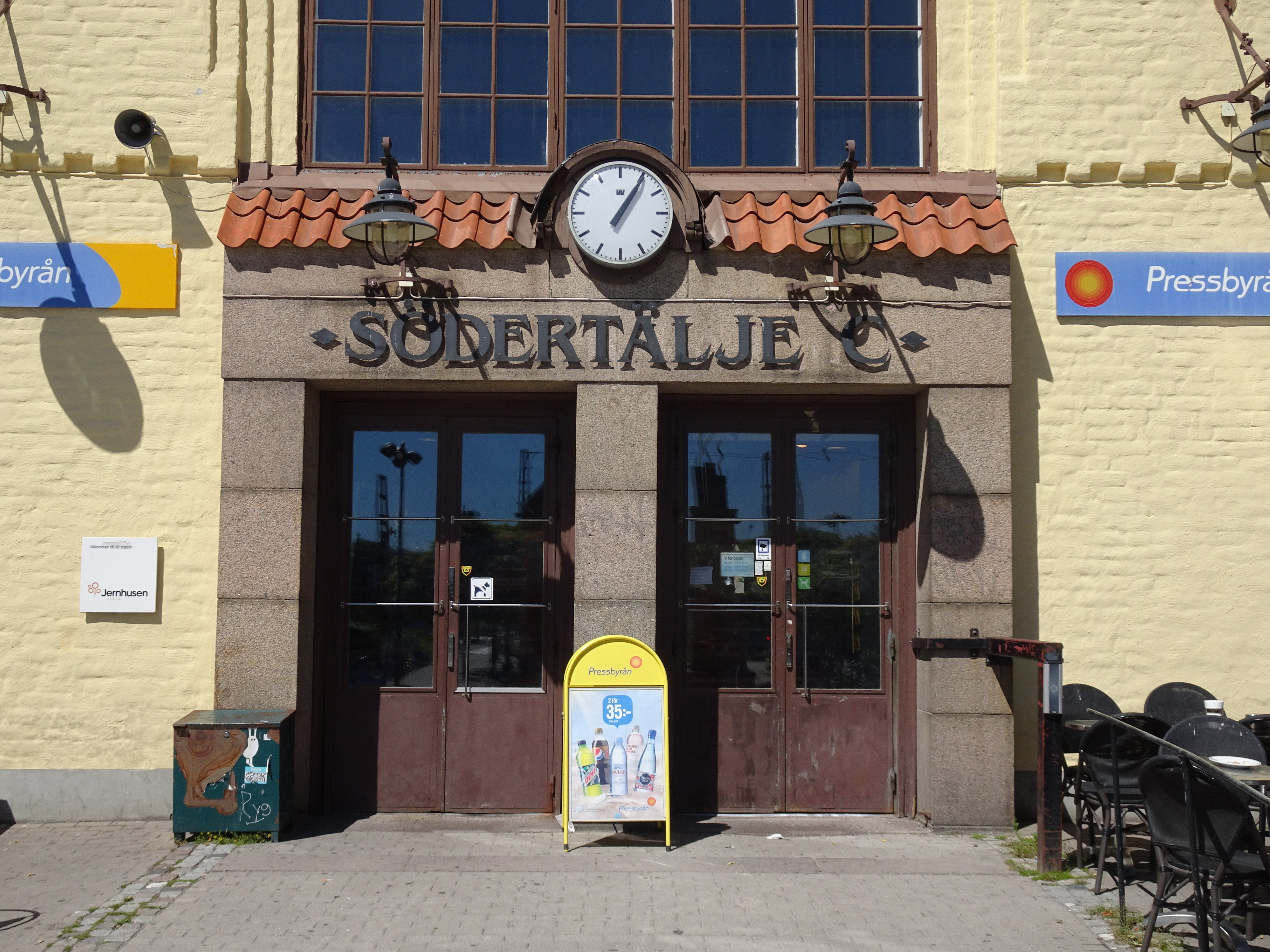
Huvudentrén från söder.
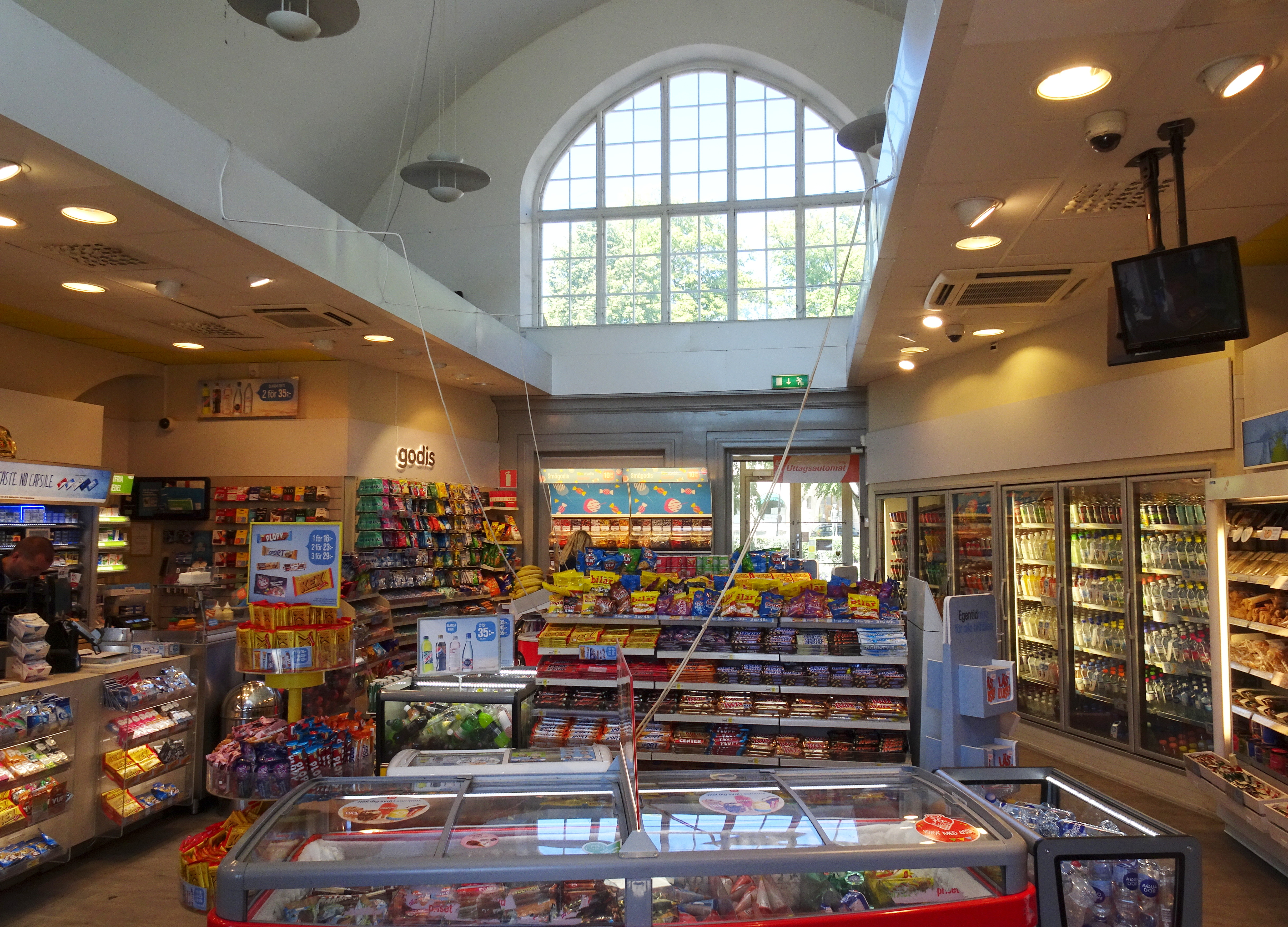
Interiör.

## Trafik
Stationen betjänas av SL:s pendeltåg mot Stockholm-Upplands Väsby-Märsta och Järna-Gnesta, med tåget mot Järna-Gnesta kan man byta till fjärrtåg vid Södertälje Syd.
Stationen är navet för stadsbussarna i Södertälje. Bussförbindelser finns även med andra orter, till exempel Trosa, Vagnhärad, Nynäshamn och Strängnäs. Eftersom Södertälje ligger nära en länsgräns så körs busstrafiken både av SL och Sörmlandstrafiken. Vissa av dessa bussar kör via de två andra stationerna Södertälje hamn och Södertälje Syd.
Tågen mot Stockholm avgår i genomsnitt var 10:e minut, och ändrar riktning i Södertälje hamn.
Pendeltågen har 6 700 påstigande resenärer per dag, och bussarna har 11 000.

### Restidsexempel
Restidsexemplen som anges avser kortaste möjliga restid med det för sträckan snabbaste färdmedlet
| - Södertälje hamn 3 minuter - Södertälje syd 10 minuter - Östertälje 10 minuter | - Stockholm 43 minuter - Gnesta 27 minuter - Trosa 52 minuter |